# Mary Frizzel
Mary Frizzel (Canadá, 27 de enero de 1913-12 de octubre de 1972) fue una atleta canadiense, especialista en la prueba de 4 × 100 m en la que llegó a ser subcampeona olímpica en 1932.

## Carrera deportiva
En los JJ. OO. de Los Ángeles 1932 ganó la medalla de plata en los relevos 4 x 100 metros, con un tiempo de 47.0 segundos, llegando a meta tras Estados Unidos (oro también con 47.0 segundos) y por delante de Reino Unido (bronce con 47.6 segundos), siendo sus compañeras de equipo: Mildred Fizzell, Lillian Palmer y Hilda Strike.